# Dagwerk

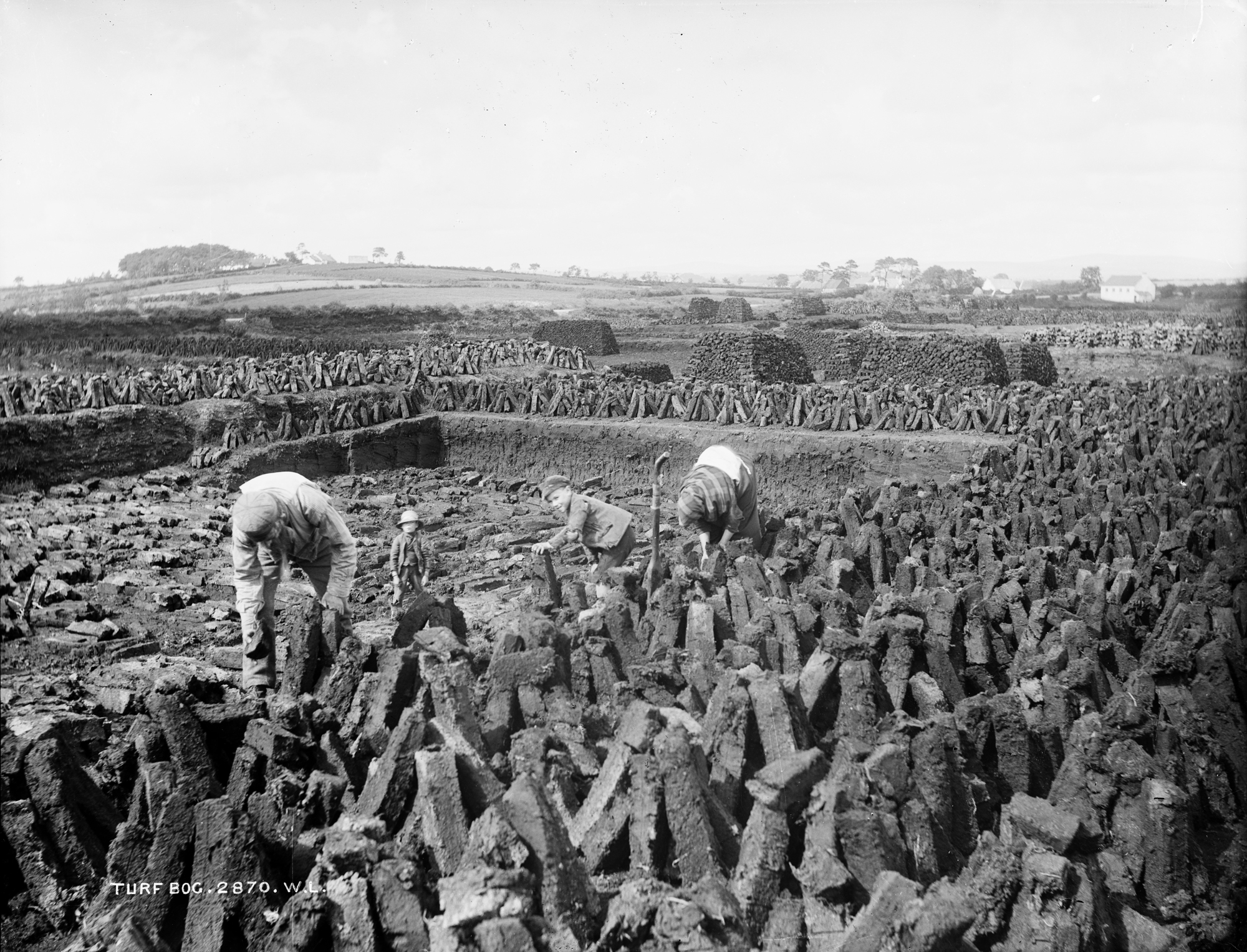
Turfploeg in Ierland rond 1885

Een dagwerk is de eenheid die overeenkomt met de hoeveelheid turf die een turfploeg gemiddeld per dag kon steken. Dit kwam overeen met de hoeveelheid die één ervaren vervener per week kon steken.
Een dagwerk kwam overeen met 10.000 turven die gezamenlijk 9 ton wegen en een volume van ongeveer 50 m3 innemen. Dit betreft gedroogde turf met een vochtgehalte van 30%. De oorspronkelijke natte turf had een vochtgehalte van 90% en een volume van ongeveer 100 m3.
Een last kwam overeen met twee dagwerken en een praam die turf vervoerde kon twee lasten vervoeren.
Een dagwerk kwam overeen met 50 stok.